# 埃姆兰维尔-蓬托-孔博站
埃姆兰维尔-蓬托-孔博站，是法国的一个铁路车站，位于法国巴黎郊区，埃姆兰维尔和蓬托-孔博两个市镇的交界处。属于第五收费区（Zone 5）。

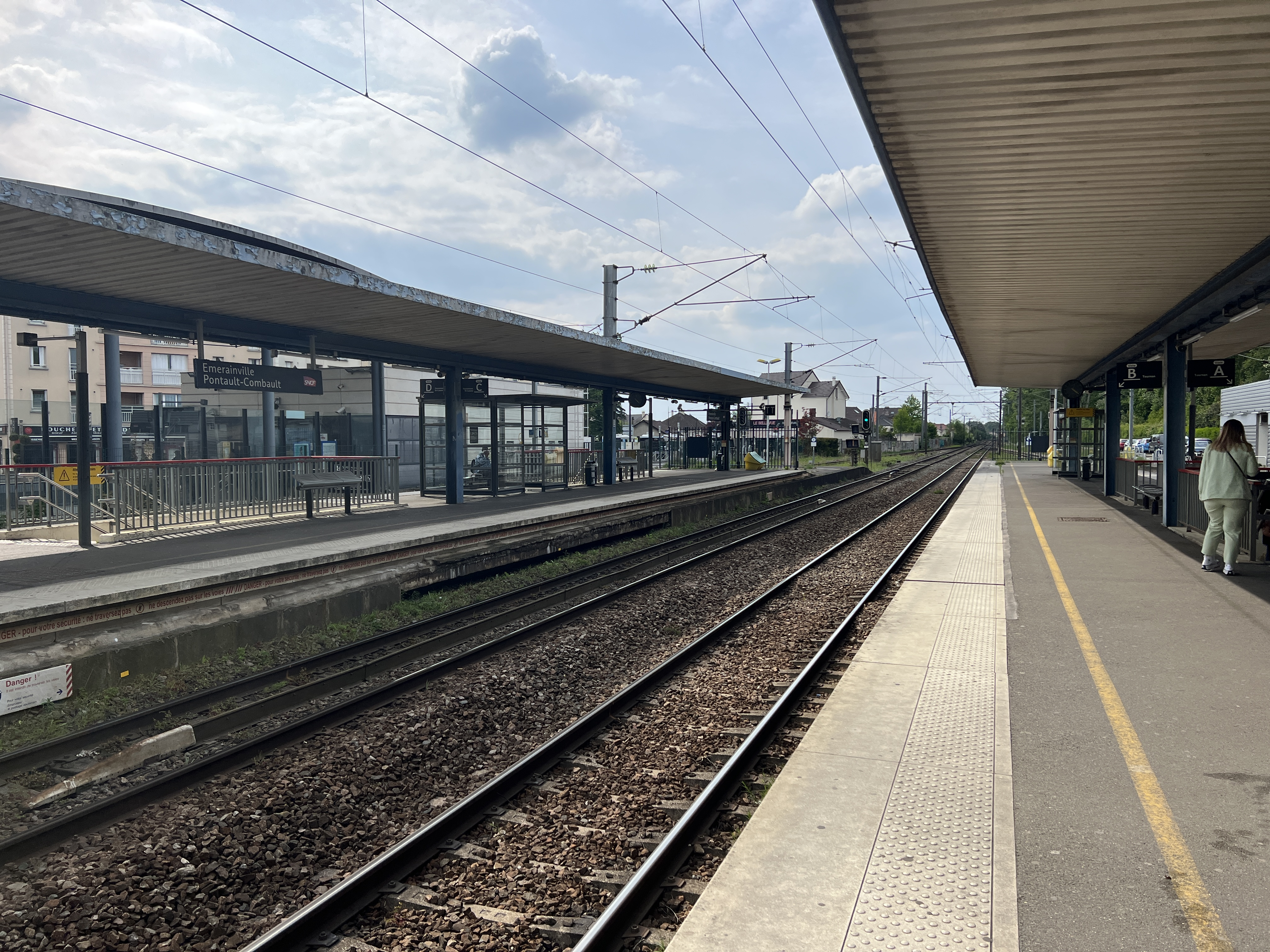
月台 (2022年5月)

## 位置
埃姆兰维尔-蓬托-孔博站位于巴黎市区东南，埃姆兰维尔的南部和蓬托-孔博的北部，巴黎－米卢斯铁路27.224公里处。车站大致呈西北-东南走向，东北和西南两侧均可出入。

## 设施
埃姆兰维尔-蓬托-孔博站的开放时间如下：
- 周一至周五：5:00~23:15
- 周六：6:30~23:15
- 周日及节假日：7:00~22:15

埃姆兰维尔-蓬托-孔博站站内设有人工售票窗口和自动售票机等设施。

## 历史
埃姆兰维尔-蓬托-孔博站最初修建于1857年，由法国东部铁路公司运营，是当时巴黎－米卢斯铁路线上的一个车站。2003年，RER E的终点由马恩河畔维利耶站延伸至图尔南站，埃姆兰维尔-蓬托-孔博站也就此成为了一个专门的通勤铁路车站，不再停靠长途列车，仅供RER E停靠。

## 停靠线路
以下列车线路在埃姆兰维尔-蓬托-孔博站停靠：
| 埃姆兰维尔-蓬托-孔博站列车线路表（区域线路） |                   |           |                |        |
| 起点                                         | 上一站            | 线路      | 下一站         | 终点   |
| 奥斯曼-圣拉扎尔                              | 莱伊夫里-大努瓦西 | [T] · (E) | 布里地区鲁瓦西 | 图尔南 |

## 配套交通

### 长途客车
| 停靠埃姆兰维尔-蓬托-孔博站的大巴车 |                                            |                                                                     |
| 上下车地点                         | 运营单位                                   | 主要线路及目的地                                                    |
| 埃姆兰维尔-蓬托-孔博站南侧         | 塞纳-马恩省城际客运 Seine-et-Marne Express | - 18线：莫城、托尔西、略桑-穆瓦西、默伦                             |
| 埃姆兰维尔-蓬托-孔博站南侧         | SNCF Car SNCF                              | - 当RER E施工或罢工时，SNCF可能会提供途径该线路沿途站点的临时大巴车 |
| 1. 2.                              |                                            |                                                                     |

### 市内交通
| 埃姆兰维尔-蓬托-孔博站附近的市内公共交通线路 |                            | |
| 公交车站名称                                 | 位置                       | 停靠线路 |
| Émerainville RER 埃姆兰维尔-快铁站           | 埃姆兰维尔-蓬托-孔博站北侧 | - RATP - 212路：马恩河畔尚-快铁站 ↔ 埃姆兰维尔/蓬托-孔博-快铁站 - 421路：马恩河畔韦尔-快铁站 ↔ 埃姆兰维尔/蓬托-孔博-快铁站 - - 142路：巴黎-火车东站 ↔ 布里地区图尔南-图尔南快铁站 |
| Pontault-Combault RER 蓬托-孔博-快铁站       | 埃姆兰维尔-蓬托-孔博站南侧 | - SITUS - 2路：埃姆兰维尔/蓬托-孔博-快铁站 ↔ 布里地区叙西-快铁站 - 7路：圣莫代福塞-快铁站 ↔ 埃姆兰维尔/蓬托-孔博-快铁站 - RATP - 206路：大努瓦西-快铁站 ↔ 蓬托-孔博-快铁站 - Sit'bus - 504路：努瓦谢勒-快铁站 ↔ 布里地区鲁瓦西-快铁站 - 505路：蓬托-孔博-公墓 ↔ 布里地区鲁瓦西-快铁站 - 506路：蓬托-孔博-快铁站 ↔ 蓬托-孔博-公墓 |
| 1. 2.                                        |                            | |

### 社会车辆
埃姆兰维尔-蓬托-孔博站南北两侧均设有社会车辆停车场。

## 临近车站
| 埃姆兰维尔-蓬托-孔博站（Gare d'Émerainville - Pontault-Combault） |                  |                          |
| 上行车站                                                          | 线路             | 下行车站                 |
| 莱西夫里-大努瓦西站 3.4km ←                                       | 巴黎－米卢斯铁路 | 布里地区鲁瓦西站 → 2.7km |
| - 本表仅显示运营中的线路及车站                                    |                  |                          |